# Maria Miller
Maria Miller (ur. 26 marca 1964 w Wolverhampton) – brytyjska ekonomistka i polityk, członkini Partii Konserwatywnej. Od 2005 członkini Izby Gmin, od 4 września 2012 do 9 kwietnia 2014 minister kultury, mediów i sportu w gabinecie Davida Camerona.

## Życiorys
Jest absolwentką London School of Economics, gdzie uzyskała licencjat w zakresie ekonomii. Przed rozpoczęciem kariery politycznej pracowała w biznesie, przede wszystkim w branżach reklamowej i energetycznej. W 1983 została szeregową członkinią Partii Konserwatywnej. W 2001 po raz pierwszy kandydowała z ramienia tego ugrupowania do Izby Gmin, lecz bez powodzenia. W 2005 wystartowała ponownie i zdobyła mandat parlamentarny w okręgu wyborczym Basingstoke.
Po zwycięskich dla konserwatystów wyborach w 2010 została wiceministrem pracy i emerytur, odpowiedzialnym za sprawy osób niepełnosprawnych. Podczas rekonstrukcji rządu na początku września 2012 została awansowana na członkinię Gabinetu i objęła kierownictwo resortu kultury, mediów i sportu. Dodatkowo przejęła od minister spraw wewnętrznych Theresy May obowiązki ministra ds. kobiet i równości. W kwietniu 2014 została zmuszona do dymisji w wyniku oskarżeń o niewłaściwe wykorzystywanie środków przysługujących członkom parlamentu jako zwrot kosztów poniesionych w związku z pełnieniem mandatu. W wyborach w 2015 uzyskała reelekcję na kolejną kadencję poselską.

### Życie prywatne
Od 1990 jej mężem jest Ian Miller, z którym ma troje dzieci.